# Metalimnobia (Tricholimonia) renaudi
Metalimnobia (Tricholimonia) renaudi is een tweevleugelige uit de familie steltmuggen (Limoniidae). De soort komt voor in het Afrotropisch gebied.